# Adebayo Akinfenwa
Saheed Adebayo Akinfenwa (Islington, 10 de maio de 1982) é um ex-futebolista inglês de nacionalidade nigeriana que atuava como centroavante.

## Carreira

### Clubes
Filho de imigrantes nigerianos, Akinfenwa precisou sair da Inglaterra para iniciar a carreira profissional. O primeiro clube a abrir as portas para o atacante, então com 18 anos, foi o Atlantas, da Lituânia. Já o primeiro clube de expressão foi o Doncaster Rovers, depois de ter passado bastante tempo nas divisões inferiores do futebol Inglês. Após um tempo curto, mas bem sucedido no Doncaster, Akinfenwa mudou-se para o seu sexto clube, o Torquay United. Lá ele provou ser um goleador nato, no entanto, deixou o clube na temporada seguinte, desta vez para se juntar ao Swansea City. Depois de passar duas temporadas com o clube galês, ingressou na League One defendendo o Millwall, e mais tarde foi contratado pelo Northampton Town. Foi em Northampton, onde seu talento de goleador foi reconhecido por clubes da liga superiores, como Leyton Orient e Grimsby Town. Akinfenwa passou seis anos alternando entre Northampton e Gillingham, onde sua habilidade de goleador ainda era aparente. Em junho de 2014, o centroavante nigeriano assinou com AFC Wimbledon da Football League Two, com um contrato de 14 meses.

### Pós-aposentadoria
Depois de ter se aposentado dos gramados em julho de 2022, em outubro Akinfenwa anunciou que vai migrar para a luta livre olímpica.
| “                                        | Tive a sorte de fazer o que mais gostava durante 22 anos. Quando me perguntavam o que eu ia fazer quando me aposentasse, sempre dizia que estava em busca de novas experiências. | ” |
| — Akinfenwa, em entrevista ao Daily Mail | |   |

## Popularidade
Akinfenwa tornou-se conhecido por ter sido classificado como o jogador de futebol mais forte do mundo em várias edições da série de videogame FIFA. Em setembro de 2014, Akinfenwa foi convidado para participar da festa de lançamento do FIFA 15 ao lado de várias celebridades e estrelas da Premier League, como Rio Ferdinand, George Groves e Lethal Bizzle.
Akinfenwa é capaz de levantar 180 kg no supino, quase o dobro o seu próprio peso corporal. Ele tem uma grife de roupas chamada Beast Mode On, que explora a sua reputação de homem forte.